# Ivan Benito
Pour les articles homonymes, voir Benito.
Ivan Benito est un footballeur suisso-espagnol, né le 27 août 1976 à Aarau en Suisse évolue au poste de gardien de but.

## Clubs successifs
- 1996-2003 : FC Aarau
- 2003-2005 : AC Pistoiese
- 2005-2006 : SS Juve Stabia
- mars 2007-2010 : FC Aarau
- 2010-déc. 2010 : Grasshopper Zurich
- jan. 2011-2013 : BSC Young Boys
- 2013-déc. 2013 : FC Wohlen

## Palmarès
- Néant